# Donne senza paradiso - La storia di San Michele
Donne senza paradiso - La storia di San Michele (Axel Munthe - Der Arzt von San Michele) è un film del 1962 diretto da Rudolf Jugert e Giorgio Capitani.